# Ácido isociânico
Ácido isociânico, de fórmula química HNCO, é um tautômero do ácido ciânico. Ele foi descoberto em 1830 por Liebig e Wöhler.